# Victoria, Texas
Victoria là một thành phố thuộc quận Victoria, tiểu bang Texas, Hoa Kỳ. Năm 2010, dân số của xã này là 62592 người.

## Dân số
- Dân số năm 2000: 60603 người.
- Dân số năm 2010: 62592 người.